# Persone di nome Georg
| Questa pagina contiene informazioni ricavate automaticamente dalle voci biografiche con l'ausilio del template Bio e di un bot. L'aggiornamento è periodico e automatico e ricostruisce completamente la pagina. Se manca una persona in questa lista, sei pregato di non aggiungerla, ma accertati piuttosto che la sua voce biografica contenga il template Bio e che i dati anagrafici siano correttamente compilati. Se il template Bio manca, inseriscilo tu stesso o, in alternativa, metti l'avviso {{tmp\|Bio}} che ne segnala la mancanza. Se i dati riportati sono sbagliati, correggi direttamente la voce biografica; le modifiche saranno visibili in questa lista entro pochi giorni. Per chiarimenti vedi il progetto antroponimi. La lista contiene solo le 436 persone che sono citate nell'enciclopedia e per le quali è stato implementato correttamente il template Bio. Pagina aggiornata al 16 ott 2024. |

Questa è una lista di persone presenti nell'enciclopedia che hanno il prenome Georg, suddivise per attività principale.

## Allenatori di calcio(12)
- Georg Braun, allenatore di calcio e calciatore austriaco (Vienna, n. 1907 - Linz, † 1963)
- Georg Duperron, allenatore di calcio, giornalista e arbitro di calcio russo (San Pietroburgo, n. 1887 - Leningrado, † 1934)
- Georg Ericson, allenatore di calcio e calciatore svedese (Norrköping, n. 1919 - Örebro, † 2002)
- Georg Ertl, allenatore di calcio e calciatore tedesco (Augusta, n. 1901 - † 1968)
- Georg Hammer, allenatore di calcio e ex calciatore norvegese (Kristiansund, n. 1950)
- Georg Harding, allenatore di calcio, dirigente sportivo e ex calciatore austriaco (Steyr, n. 1981)
- Georg Keßler, allenatore di calcio tedesco (Saarbrücken, n. 1932)
- Georg Koch, allenatore di calcio e ex calciatore tedesco (Bergisch Gladbach, n. 1972)
- Georg Monsen, allenatore di calcio e calciatore norvegese (Stavanger, n. 1922 - Stavanger, † 2015)
- Georg Schmidt, allenatore di calcio austriaco (n. 1927 - † 1990)
- Georg Wellhöfer, allenatore di calcio e calciatore tedesco (Fürth, n. 1893 - † 1968)
- Georg Wunderlich, allenatore di calcio e calciatore tedesco (Fürth, n. 1893 - † 1963)

## Alpinisti(2)
- Georg "Irg" Steiner, alpinista austriaco (Ramsau, n. 1888 - Gosau, † 1972)
- Georg Winkler, alpinista tedesco (Monaco di Baviera, n. 1869 - Weisshorn, † 1888)

## Anatomisti(2)
- Georg Ludwig Kobelt, anatomista tedesco (Kork, n. 1804 - Friburgo in Brisgovia, † 1857)
- Georg Meissner, anatomista e fisiologo tedesco (Hannover, n. 1829 - † 1905)

## Antifascisti(1)
- Georg Hornstein, antifascista tedesco (Berlino, n. 1900 - Campo di concentramento di Buchenwald, † 1942)

## Archeologi(3)
- Georg Karo, archeologo tedesco (Venezia, n. 1872 - Friburgo in Brisgovia, † 1963)
- Georg Treu, archeologo russo (San Pietroburgo, n. 1843 - Dresda, † 1921)
- Georg Zoëga, archeologo e numismatico danese (Daler, n. 1755 - Roma, † 1809)

## Architetti(13)
- Carl Boos, architetto tedesco (Weilburg, n. 1806 - Wiesbaden, † 1883)
- Friedrich Bürklein, architetto tedesco (Burk, n. 1813 - Werneck, † 1872)
- Georg Andreas Böckler, architetto e ingegnere tedesco (Cronheim, n. 1617 - Ansbach, † 1687)
- Georg Anton Gumpp, architetto austriaco (Innsbruck, n. 1682 - Innsbruck, † 1754)
- Georg von Hauberrisser, architetto austriaco (Graz, n. 1841 - Monaco di Baviera, † 1922)
- Georg Ludwig Friedrich Laves, architetto, ingegnere e urbanista tedesco (Uslar, n. 1788 - Hannover, † 1864)
- Georg Johann Mattarnovi, architetto tedesco (Prussia - San Pietroburgo, † 1769)
- Wilhelm Neumann, architetto tedesco (Guhrau, n. 1826 - Berlino, † 1907)
- Georg Hermann Nicolai, architetto e docente tedesco (Torgau, n. 1812 - Děčín, † 1881)
- Georg Schreck, architetto finlandese (Hämeenlinna, n. 1859 - Tampere, † 1925)
- Georg Christian Unger, architetto tedesco (Bayreuth, n. 1743 - Berlino, † 1799)
- Georg Friedrich Veldten, architetto tedesco (San Pietroburgo, n. 1730 - San Pietroburgo, † 1801)
- Georg Wenzeslaus von Knobelsdorff, architetto tedesco (Crossen, n. 1699 - Berlino, † 1753)

## Arcivescovi cattolici(3)
- Georg Eder, arcivescovo cattolico austriaco (Mattsee, n. 1928 - Mattsee, † 2015)
- Georg Gänswein, arcivescovo cattolico e diplomatico tedesco (Riedern am Wald, n. 1956)
- Georg von Kuenburg, arcivescovo cattolico austriaco (Moosham, n. 1530 - Salisburgo, † 1587)

## Artigiani(1)
- Georg Michael Pfaff, artigiano e imprenditore tedesco (Kaiserslautern, n. 1823 - Kaiserslautern, † 1893)

## Astronomi(7)
- Arthur Auwers, astronomo tedesco (Gottinga, n. 1838 - Berlino, † 1915)
- Georg Samuel Doerfel, astronomo e teologo tedesco (Plauen, n. 1643 - Weida, † 1688)
- Georg Christoph Eimmart, astronomo e incisore tedesco (Ratisbona, n. 1638 - Norimberga, † 1705)
- Georg Marcgrave, astronomo, naturalista e cartografo tedesco (Liebstadt, n. 1610 - Luanda, † 1644)
- Georg von Peuerbach, astronomo e matematico austriaco (Peuerbach, n. 1423 - Vienna, † 1461)
- Georg Friedrich Wilhelm Rümker, astronomo tedesco (Ottensen, n. 1832 - Amburgo, † 1900)
- Georg Heinrich Thiessen, astronomo tedesco (Eddelak, n. 1914 - † 1961)

## Attori(5)
- Georg Alexander, attore, regista e produttore cinematografico tedesco (Hannover, n. 1888 - Berlino, † 1945)
- Georg Friedrich, attore austriaco (Vienna, n. 1966)
- Georg John, attore tedesco (Śmigiel, n. 1879 - Łódź, † 1941)
- Georg Stanford Brown, attore e regista cubano (L'Avana, n. 1943)
- Georg Thomalla, attore e doppiatore tedesco (Katowice, n. 1915 - Starnberg, † 1999)

## Aviatori(2)
- Nicolaus von Below, aviatore tedesco (Anklam, n. 1907 - Detmold, † 1983)
- Georg Kenzian, aviatore austro-ungarico (Linz, n. 1894 - Vienna, † 1953)

## Banchieri(2)
- Georg Fugger, banchiere e mercante tedesco (Augusta, n. 1453 - Augusta, † 1506)
- Georg Paulus Imhoff, banchiere, mercante e politico tedesco (Norimberga, n. 1603 - Norimberga, † 1689)

## Bassisti(1)
- Georg Hólm, bassista islandese (n. 1976)

## Biologi(1)
- Georg Eberhard Rumphius, biologo e botanico tedesco (Wölfersheim, n. 1627 - Ambon, † 1702)

## Bobbisti(3)
- Georg Beikircher, ex bobbista italiano (Brunico, n. 1963)
- Georg Heibl, ex bobbista tedesco (Neubeuern, n. 1935)
- Georg Werth, ex bobbista italiano (Bolzano, n. 1951)

## Botanici(12)
- Georg Rudolf Boehmer, botanico e medico tedesco (Legnica, n. 1723 - Wittenberg, † 1803)
- Georg Ludwig Hartig, botanico tedesco (Gladenbach, n. 1764 - Berlino, † 1837)
- Georg Andreas Helwig, botanico e teologo tedesco (Angerburg, n. 1666 - Angerburg, † 1748)
- Georg Hans Emmo Wolfgang Hieronymus, botanico tedesco (Slesia, n. 1846 - Berlino, † 1921)
- Georg Albrecht Klebs, botanico tedesco (Neidenburg, n. 1857 - Heidelberg, † 1918)
- Georg Heinrich Mettenius, botanico tedesco (Francoforte sul Meno, n. 1823 - Lipsia, † 1866)
- Georg August Schweinfurth, botanico e etnologo tedesco (Riga, n. 1836 - Berlino, † 1925)
- Georg Wilhelm Steller, botanico, zoologo e medico tedesco (Windsheim, n. 1709 - Tjumen', † 1746)
- Georg Carl Wilhelm Vatke, botanico tedesco (Berlino, n. 1849 - Berlino, † 1889)
- Georg Heinrich Weber, botanico e medico tedesco (Gottinga, n. 1752 - Kiel, † 1828)
- Georg Wilhelm Franz Wenderoth, botanico e farmacista tedesco (n. 1774 - Marburgo, † 1861)
- Georg Matthias von Martens, botanico tedesco (Venezia, n. 1788 - Stoccarda, † 1872)

## Calciatori(23)
- Georg Andersen, calciatore norvegese (n. 1893 - † 1974)
- Georg Buschner, calciatore e allenatore di calcio tedesco orientale (Gera, n. 1925 - Jena, † 2007)
- Georg Euler, calciatore tedesco (n. 1905)
- Georg Frank, calciatore tedesco (Fürth, n. 1907 - † 1944)
- Georg Friedel, calciatore tedesco (Norimberga, n. 1913 - † 1987)
- Georg Heiß, calciatore austriaco (n. 1897 - † 1916)
- Georg Hochgesang, calciatore tedesco (Norimberga, n. 1897 - † 1988)
- Georg Johansson, calciatore svedese (n. 1910 - † 1996)
- Georg Kießling, calciatore tedesco (Selbitz, n. 1903 - † 1964)
- Georg Knöpfle, calciatore tedesco (Schramberg, n. 1904 - † 1987)
- Georg Köhl, calciatore tedesco (Norimberga, n. 1910 - † 1944)
- Georg Krogmann, calciatore tedesco (Kiel, n. 1886 - Varsavia, † 1915)
- Georg Köhler, calciatore tedesco (Dresda, n. 1900 - Dresda, † 1972)
- Georg Margreitter, calciatore austriaco (Bludenz, n. 1988)
- Georg Niedermeier, calciatore tedesco (Monaco di Baviera, n. 1986)
- Georg Rosbigalle, calciatore tedesco orientale (Breslavia, n. 1926 - Erfurt, † 2012)
- Georg Schneider, calciatore tedesco (n. 1892 - † 1961)
- Georg Schumann, calciatore tedesco (Berlino, n. 1898 - † 1959)
- Georg Stollenwerk, calciatore tedesco (Düren, n. 1930 - Colonia, † 2014)
- Georg Teigl, calciatore austriaco (Vienna, n. 1991)
- Georg Volkert, calciatore tedesco (Ansbach, n. 1945 - Erlangen, † 2020)
- Georg Waitz, calciatore norvegese (n. 1891 - † 1948)
- Georg Widmer, calciatore svizzero (n. 1903 - † 1976)

## Canottieri(1)
- Georg Spohr, ex canottiere tedesco (Magdeburgo, n. 1951)

## Cantanti(1)
- George McAnthony, cantante italiano (Appiano sulla Strada del Vino, n. 1966 - Terracina, † 2011)

## Cardinali(3)
- Georg Hesler, cardinale tedesco (Würzburg, n. 1427 - Melk, † 1482)
- Georg von Kopp, cardinale e vescovo cattolico tedesco (Duderstadt, n. 1837 - Troppau, † 1914)
- Georg Maximilian Sterzinsky, cardinale e arcivescovo cattolico tedesco (Warlack, n. 1936 - Berlino, † 2011)

## Cartografi(1)
- Georg Braun, cartografo tedesco (Colonia, n. 1541 - Colonia, † 1622)

## Cavalieri(1)
- Georg von Braun, cavaliere svedese (Skara, n. 1886 - Stoccolma, † 1972)

## Cestisti(2)
- Georg Beyschlag, ex cestista tedesco (Monaco di Baviera, n. 1997)
- Georg Vinogradov, cestista estone (Pavlovsk, n. 1915 - Montréal, † 2011)

## Chimici(6)
- Georg Brandt, chimico e mineralogista svedese (Riddarhyttan, n. 1694 - Stoccolma, † 1768)
- Georg Ludwig Carius, chimico tedesco (Barbis, n. 1829 - Marburgo, † 1875)
- Georg Erhard Hamberger, chimico, fisiologo e chirurgo tedesco (Jena, n. 1697 - Jena, † 1755)
- Georg Friedrich Hildebrandt, chimico, anatomista e farmacista tedesco (Hannover, n. 1764 - Erlangen, † 1816)
- Georg Lunge, chimico tedesco (Breslavia, n. 1839 - Zurigo, † 1923)
- Georg Wittig, chimico tedesco (Berlino, n. 1897 - Heidelberg, † 1987)

## Chirurghi(4)
- Georg Kelling, chirurgo tedesco (Dresda, n. 1866 - Dresda, † 1945)
- Georg Ledderhose, chirurgo tedesco (Bockenheim, n. 1855 - Monaco di Baviera, † 1925)
- Georg Perthes, chirurgo tedesco (Moers, n. 1869 - Arosa, † 1927)
- Louis Stromeyer, chirurgo tedesco (Hannover, n. 1804 - Hannover, † 1876)

## Chitarristi(2)
- Pat Smear, chitarrista statunitense (Los Angeles, n. 1959)
- Georg Wadenius, chitarrista, bassista e cantante svedese (Stoccolma, n. 1945)

## Ciclisti su strada(5)
- Georg Preidler, ciclista su strada austriaco (Graz, n. 1990)
- Georg Steinhauser, ciclista su strada tedesco (Lindenberg im Allgäu, n. 2001)
- Georg Totschnig, ex ciclista su strada e dirigente sportivo austriaco (Innsbruck, n. 1971)
- Georg Umbenhauer, ciclista su strada e pistard tedesco (Norimberga, n. 1912 - Norimberga, † 1970)
- Georg Zimmermann, ciclista su strada tedesco (Augusta, n. 1997)

## Combinatisti nordici(2)
- Georg Hettich, ex combinatista nordico tedesco (Furtwangen im Schwarzwald, n. 1978)
- Georg Thoma, ex combinatista nordico tedesco (Hinterzarten, n. 1937)

## Compositori(13)
- Georg Böhm, compositore e organista tedesco (Hohenkirchen, n. 1661 - Luneburgo, † 1733)
- Georg Göhler, compositore, direttore d'orchestra e critico musicale tedesco (Zwickau, n. 1874 - Lubecca, † 1954)
- Georg Friedrich Haas, compositore austriaco (Graz, n. 1953)
- Georg Friedrich Händel, compositore tedesco (Halle, n. 1685 - Londra, † 1759)
- Adolf von Henselt, compositore e pianista tedesco (Schwabach, n. 1814 - Warmbrunn, † 1889)
- Georg von Reutter, compositore austriaco (Vienna, n. 1708 - Vienna, † 1772)
- Georg Balthasar Schott, compositore e organista tedesco (Schönau, n. 1686 - Gotha, † 1736)
- Georg Schumann, compositore tedesco (Königstein, n. 1866 - Villenkolonie Lichterfelde-West, † 1952)
- Georg Caspar Schürmann, compositore tedesco (Neustadt am Rübenberge - Wolfenbüttel, † 1751)
- Daniel Speer, compositore e scrittore tedesco (Breslavia, n. 1636 - Göppingen, † 1707)
- Georg Philipp Telemann, compositore e organista tedesco (Magdeburgo, n. 1681 - Amburgo, † 1767)
- Georg Joseph Vogler, compositore, organista e insegnante tedesco (Würzburg, n. 1749 - Darmstadt, † 1814)
- Georg Christoph Wagenseil, compositore, organista e clavicembalista austriaco (Vienna, n. 1715 - Vienna, † 1777)

## Condottieri(1)
- Georg von Frundsberg, condottiero tedesco (Mindelheim, n. 1473 - Mindelheim, † 1528)

## Cornisti(1)
- Georg Abraham Schneider, cornista e compositore tedesco (Darmstadt, n. 1770 - Berlino, † 1839)

## Criminali(1)
- Georg Michael Welzel, criminale tedesco orientale (Cottbus, n. 1944 - Tarragona, † 1974)

## Critici letterari(1)
- Georg Brandes, critico letterario e filosofo danese (Copenaghen, n. 1842 - Copenaghen, † 1927)

## Diplomatici(5)
- Georg Ferdinand Duckwitz, diplomatico tedesco (Brema, n. 1904 - † 1973)
- Georg von und zu Franckenstein, diplomatico austriaco (Dresda, n. 1878 - Kelsterbach, † 1953)
- August Kestner, diplomatico e collezionista d'arte tedesco (Hannover, n. 1777 - Roma, † 1853)
- Georg Leibbrandt, diplomatico tedesco (Tsebrykove, n. 1899 - Bonn, † 1982)
- Georg Nikolaus Nissen, diplomatico e scrittore danese (Haderslev, n. 1761 - Salisburgo, † 1826)

## Direttori d'orchestra(3)
- Georg Schnéevoigt, direttore d'orchestra e violoncellista finlandese (Vyborg, n. 1872 - Malmö, † 1947)
- Georg Solti, direttore d'orchestra ungherese (Budapest, n. 1912 - Antibes, † 1997)
- Georg Tintner, direttore d'orchestra austriaco (Vienna, n. 1917 - Halifax, † 1999)

## Dirigenti sportivi(1)
- Georg Zellhofer, dirigente sportivo, allenatore di calcio e ex calciatore austriaco (Waidhofen an der Ybbs, n. 1960)

## Drammaturghi(1)
- Georg Kaiser, drammaturgo e attore tedesco (Magdeburgo, n. 1878 - Ascona, † 1945)

## Economisti(1)
- Georg Friedrich Knapp, economista tedesco (Gießen, n. 1842 - Darmstadt, † 1926)

## Editori(1)
- Georg Sauerwein, editore, poeta e linguista tedesco (Hannover, n. 1831 - Oslo, † 1904)

## Egittologi(2)
- Georg Ebers, egittologo e romanziere tedesco (Berlino, n. 1837 - Tutzing, † 1898)
- Georg Steindorff, egittologo tedesco (Dessau, n. 1861 - North Hollywood, † 1951)

## Esploratori(2)
- Georg Carl Amdrup, esploratore danese (Copenaghen, n. 1866 - † 1947)
- Georg von Speyer, esploratore tedesco (Spira, n. 1500 - Coro, † 1540)

## Etnologi(1)
- Georg Buschan, etnologo tedesco (Francoforte sull'Oder, n. 1863 - Stettino, † 1942)

## Filologi(15)
- Georg Christian Adler, filologo e archeologo tedesco (Brandeburgo, n. 1724 - Altona, † 1804)
- Georg Autenrieth, filologo classico e linguista tedesco (Schwand, n. 1833 - Norimberga, † 1900)
- Georg Friedrich Benecke, filologo tedesco (Mönchsroth, n. 1762 - Gottinga, † 1844)
- Georg Büchmann, filologo tedesco (Berlino, n. 1822 - Schöneberg, † 1884)
- Friedrich Creuzer, filologo e archeologo tedesco (Marburgo, n. 1771 - Heidelberg, † 1858)
- Georg Ludolf Dissen, filologo classico tedesco (Friedland, n. 1784 - Gottinga, † 1837)
- Ferdinand Dümmler, filologo classico e archeologo tedesco (Halle, n. 1859 - Basilea, † 1896)
- Adolf Ebert, filologo e storico della letteratura tedesco (Kassel, n. 1820 - Lipsia, † 1890)
- Georg Freytag, filologo e arabista tedesco (Lüneburg, n. 1788 - Bonn, † 1861)
- Georg Goetz, filologo classico tedesco (Gompertshausen, n. 1849 - Jena, † 1932)
- Georg Kaibel, filologo classico tedesco (Lubecca, n. 1849 - Gottinga, † 1901)
- Georg Heinrich Lünemann, filologo classico e lessicografo tedesco (Gottinga, n. 1780 - Gottinga, † 1830)
- Georg Renatus Solta, filologo, linguista e docente austriaco (Vienna, n. 1915 - Vienna, † 2005)
- Georg Ludwig Walch, filologo classico tedesco (Jena, n. 1785 - Greifswald, † 1838)
- Georg Wissowa, filologo classico tedesco (Neudorf, n. 1859 - Halle an der Saale, † 1931)

## Filosofi(7)
- Georg Anton Friedrich Ast, filosofo e filologo classico tedesco (Gotha, n. 1778 - Monaco di Baviera, † 1841)
- Georg Friedrich Daumer, filosofo tedesco (Norimberga, n. 1800 - Würzburg, † 1875)
- Georg Andreas Gabler, filosofo tedesco (Altdorf bei Nürnberg, n. 1786 - Teplitz, † 1853)
- Georg Wilhelm Friedrich Hegel, filosofo, storico e giurista tedesco (Stoccarda, n. 1770 - Berlino, † 1831)
- Georg Friedrich Meier, filosofo e teologo tedesco (Halle, n. 1718 - Halle, † 1777)
- Georg Misch, filosofo tedesco (Berlino, n. 1878 - Gottinga, † 1965)
- Georg Henrik von Wright, filosofo finlandese (Helsinki, n. 1916 - Helsinki, † 2003)

## Fisici(7)
- Georg August Appunn, fisico e musicista tedesco (Hanau, n. 1816 - † 1885)
- Georg Graf von Arco, fisico e imprenditore tedesco (Groß Gorschütz, n. 1869 - Berlino, † 1940)
- Georg Christoph Lichtenberg, fisico, scrittore e aforista tedesco (Ober-Ramstadt, n. 1742 - Gottinga, † 1799)
- Georg Ohm, fisico e matematico tedesco (Erlangen, n. 1789 - Monaco di Baviera, † 1854)
- Georg Hermann Quincke, fisico tedesco (Francoforte sull'Oder, n. 1834 - Heidelberg, † 1924)
- Georg Friedrich von Reichenbach, fisico e ingegnere tedesco (Durlach, n. 1771 - Monaco di Baviera, † 1826)
- Georg Adolf Suckow, fisico, chimico e naturalista tedesco (Jena, n. 1751 - Heidelberg, † 1813)

## Fisiologi(1)
- Friedrich Heinrich Bidder, fisiologo e anatomista tedesco (Trapene Manor, n. 1810 - Tartu, † 1894)

## Funzionari(1)
- Georg Lörner, funzionario tedesco (Monaco di Baviera, n. 1899 - Rastatt, † 1959)

## Generali(26)
- Georg Adlersparre, generale, politico e scrittore svedese (Hovermo, n. 1760 - Kristinehamn, † 1835)
- Georg von Bismarck, generale tedesco (Neumühl, n. 1891 - El-Alamein, † 1942)
- Georg Bochmann, generale tedesco (Zschorlau, n. 1913 - Offenbach am Main, † 1973)
- Georg von Browne, generale britannico (Limerick, n. 1698 - Riga, † 1792)
- Georg Bruchmüller, generale tedesco (Berlino, n. 1863 - Garmisch-Partenkirchen, † 1948)
- Georg Brunsig von Brun, generale prussiano (Sankt Goar, n. 1789 - Görlitz, † 1858)
- George Dashiell Bayard, generale statunitense (Seneca Falls, n. 1835 - Fredericksburg, † 1862)
- Georg von Derfflinger, generale prussiano (Neuhofen an der Krems, n. 1606 - Gusow-Platkow, † 1695)
- Georg Carl von Döbeln, generale svedese (Skaraborg, n. 1758 - Stoccolma, † 1820)
- Georg Jauer, generale tedesco (Lissen, n. 1896 - Greven, † 1971)
- Georg Jelačić von Bužim, generale austriaco (Petrovaradin, n. 1805 - Zaprešić, † 1901)
- Georg Keppler, generale tedesco (Magonza, n. 1894 - Amburgo, † 1966)
- Georg Koßmala, generale tedesco (Myslowitz, n. 1896 - Oberglogau, † 1945)
- Georg Lindemann, generale tedesco (Osterburg, n. 1884 - Freudenstadt, † 1963)
- Georg Ludwig Rudolf Maercker, generale tedesco (Baldenburg, n. 1865 - Dresda, † 1924)
- Georg Benedikt von Ogilvy, generale boemo (Scheltschitz, n. 1651 - Danzica, † 1710)
- Georg Dubislav Ludwig von Pirch, generale prussiano (Magdeburgo, n. 1763 - Berlino, † 1838)
- Georg Andreas von Rosen, generale russo (n. 1782 - Mosca, † 1841)
- Georg Stumme, generale tedesco (Halberstadt, n. 1886 - El Alamein, † 1942)
- Georg von Thurn und Valsassina, generale, diplomatico e nobile austriaco (Praga, n. 1788 - Vienna, † 1866)
- Georg von Waldersee, generale tedesco (Brandeburgo sulla Havel, n. 1860 - Ivenack, † 1932)
- Georg von Waldstätten, generale austro-ungarico (Karlovac, n. 1837 - Vienna, † 1918)
- Georg Wetzell, generale tedesco (Nieder-Erlenbach, n. 1869 - Augusta, † 1947)
- Georg Karl Wichura, generale tedesco (n. 1851 - † 1923)
- Georg von Küchler, generale tedesco (Hanau, n. 1881 - Garmisch-Partenkirchen, † 1968)
- Georg von Sodenstern, generale tedesco (Kassel, n. 1889 - Francoforte sul Meno, † 1955)

## Geografi(1)
- Rudolf Credner, geografo tedesco (Gotha, n. 1850 - Greifswald, † 1908)

## Geologi(2)
- Georg Amadeus Carl Friedrich Naumann, geologo e mineralogista tedesco (Dresda, n. 1797 - Lipsia, † 1873)
- Otto Volger, geologo e mineralogista tedesco (Luneburgo, n. 1822 - Sulzbach, † 1897)

## Gesuiti(1)
- Georg Joseph Kamel, gesuita, missionario e botanico ceco (Brno, n. 1661 - Manila, † 1706)

## Ginecologi(1)
- Georg Krukenberg, ginecologo tedesco (Calbe, n. 1856 - Bonn, † 1899)

## Ginnasti(7)
- Georg Albertsen, ginnasta danese (n. 1889 - † 1961)
- Georg Brustad, ginnasta norvegese (Oslo, n. 1892 - Oslo, † 1932)
- Georg Hilmar, ginnasta tedesco (Berlino, n. 1876 - Berlino, † 1911)
- Hugo Peitsch, ginnasta tedesco (Berlino, n. 1878 - Manhattan, † 1951)
- Georg Selenius, ginnasta norvegese (Fredrikstad, n. 1884 - Fredrikstad, † 1924)
- Georg Vest, ginnasta danese (n. 1896 - † 1977)
- Carl Wiegand, ginnasta tedesco (Berlino, n. 1877 - Roeselare, † 1917)

## Giornalisti(1)
- Georg Mascolo, giornalista tedesco (Stadthagen, n. 1964)

## Giuristi(4)
- Georg Jellinek, giurista tedesco (Lipsia, n. 1851 - Heidelberg, † 1911)
- Georg Friedrich von Martens, giurista e diplomatico tedesco (Amburgo, n. 1756 - Francoforte sul Meno, † 1821)
- Georg Friedrich Puchta, giurista tedesco (Cadolzburg, n. 1798 - Berlino, † 1846)
- Georg Walter, giurista tedesco (Zalewo, n. 1420 - Greifswald, † 1475)

## Glottologi(1)
- Georg Curtius, glottologo e filologo tedesco (Lubecca, n. 1820 - Hermsdorft, † 1885)

## Hockeisti su ghiaccio(2)
- Georg Comploi, ex hockeista su ghiaccio italiano (Bressanone, n. 1968)
- Georg Strobl, hockeista su ghiaccio tedesco (Monaco di Baviera, n. 1910 - Monaco di Baviera, † 1991)

## Hockeisti su prato(1)
- Georg Brunner, hockeista su prato tedesco (Lipsia, n. 1897 - † 1959)

## Imprenditori(2)
- Georg von Opel, imprenditore e canottiere tedesco (Francoforte sul Meno, n. 1912 - Bad Soden am Taunus, † 1971)
- Carl von Opel, imprenditore tedesco (Rüsselsheim am Main, n. 1869 - Rüsselsheim am Main, † 1927)

## Incisori(1)
- Georg Matthäus Vischer, incisore e cartografo austriaco (Wenns, n. 1628 - Linz, † 1696)

## Indologi(2)
- Georg Bühler, indologo tedesco (Borstel, n. 1837 - Lindau, † 1898)
- Georg Feuerstein, indologo tedesco (Würzburg, n. 1947 - Saskatchewan, † 2012)

## Informatici(1)
- Georg C. F. Greve, programmatore e hacker tedesco (Helgoland, n. 1973)

## Ingegneri(2)
- Georg Rickhey, ingegnere tedesco (n. 1898 - Hildesheim, † 1966)
- Georg Dietrich August Ritter, ingegnere e astrofisico tedesco (Luneburgo, n. 1826 - Luneburgo, † 1908)

## Inventori(2)
- Georg Friedrich Brander, inventore tedesco (Ratisbona, n. 1713 - Augusta, † 1783)
- Georg Luger, inventore, imprenditore e ingegnere austriaco (Steinach am Brenner, n. 1849 - Fichtenau, † 1923)

## Librettisti(1)
- Georg Friedrich Treitschke, librettista e entomologo tedesco (Lipsia, n. 1776 - Vienna, † 1842)

## Linguisti(2)
- Georg Friedrich Grotefend, linguista e orientalista tedesco (Münden, n. 1775 - Hannover, † 1853)
- Georg Morgenstierne, linguista norvegese (Oslo, n. 1892 - Oslo, † 1978)

## Lottatori(2)
- Georg Gehring, lottatore tedesco (Frankenthal, n. 1903 - Stettino, † 1943)
- Georg Gerstäcker, lottatore tedesco (Norimberga, n. 1889 - Norimberga, † 1949)

## Magistrati(2)
- Georg Konrad Morgen, magistrato e militare tedesco (Francoforte, n. 1909 - † 1982)
- Georg Würsch, giudice e politico svizzero

## Matematici(7)
- Georg Cantor, matematico tedesco (San Pietroburgo, n. 1845 - Halle, † 1918)
- Georg Hamel, matematico tedesco (Düren, n. 1877 - Landshut, † 1954)
- Georg Pick, matematico austriaco (Vienna, n. 1859 - Theresienstadt, † 1942)
- Georg Joachim Rheticus, matematico e astronomo austriaco (Feldkirch, n. 1514 - Košice, † 1574)
- Bernhard Riemann, matematico e fisico tedesco (Breselenz, n. 1826 - Selasca, † 1866)
- Georg Frederik Ursin, matematico danese (Copenaghen, n. 1797 - Copenaghen, † 1849)
- Georg von Charasoff, matematico e economista russo (Tbilisi, n. 1877 - Zaporižžja, † 1931)

## Medici(8)
- Georg Karl Berendt, medico, paleontologo e aracnologo tedesco (Danzica, n. 1790 - Danzica, † 1850)
- Georg Gaffky, medico tedesco (Hannover, n. 1850 - † 1918)
- Georg Groddeck, medico e psicoanalista tedesco (Bad Kösen, n. 1866 - Knonau, † 1934)
- Georg Joachimsthal, medico e chirurgo tedesco (Stargard, n. 1863 - Berlino, † 1914)
- Georg Pictorius, medico e scrittore tedesco (Villingen - Bärenthal, † 1569)
- Georg Renno, medico e militare tedesco (Strasburgo, n. 1907 - Bockenheim, † 1997)
- Georg Ernst Stahl, medico, fisico e chimico tedesco (Ansbach, n. 1659 - Berlino, † 1734)
- Roderich Stintzing, medico tedesco (Heidelberg, n. 1854 - Jena, † 1933)

## Micologi(1)
- Georg Ernst Ludwig Hampe, micologo, botanico e farmacista tedesco (Fürstenberg, n. 1795 - Helmstedt, † 1880)

## Militari(9)
- Georg Betz, ufficiale tedesco (Kolbermoor, n. 1903 - Berlino, † 1945)
- Georg Bachmayer, militare tedesco (Fridolfing, n. 1913 - Münzbach, † 1945)
- Georg von Boeselager, ufficiale tedesco (Kassel, n. 1915 - Łomża, † 1944)
- Georg Elfvengren, militare finlandese (Hamina, n. 1889 - Mosca, † 1927)
- Georg Kr. Lárusson, militare e magistrato islandese (Reykjavík, n. 1959)
- Georg Graf von Plettenberg, militare tedesco (Haus Alst, n. 1918 - Dortmund, † 1980)
- Georg Heinrich Rudolf Johan von Reiswitz, militare e autore di giochi tedesco (n. 1794 - Breslavia, † 1827)
- Georg Sattler, militare e aviatore tedesco (Monaco di Baviera, n. 1917 - Lommel, † 1944)
- Georg Ludwig von Trapp, ufficiale austro-ungarico (Zara, n. 1880 - Stowe, † 1947)

## Missionari(1)
- Georg Schurhammer, missionario tedesco (Unterglottertal, n. 1882 - † 1971)

## Musicisti(3)
- Georg Deuter, musicista e artista tedesco (Falkenhagen, n. 1945)
- Georg Riedel, musicista e compositore svedese (Karlovy Vary, n. 1934 - Stoccolma, † 2024)
- Georg von Pasterwitz, musicista e insegnante austriaco (Bierhütten, n. 1730 - Kremsmünster, † 1803)

## Musicologi(1)
- Georg Kinsky, musicologo tedesco (Marienwerder, n. 1882 - Berlino, † 1951)

## Naturalisti(3)
- Georg Wilhelm Freyreiss, naturalista tedesco (Francoforte sul Meno, n. 1789 - Nova Viçosa, † 1825)
- Georg Heinrich von Langsdorff, naturalista, esploratore e scienziato tedesco (Wöllstein, n. 1774 - Friburgo in Brisgovia, † 1852)
- Georg von Frauenfeld, naturalista austriaco (Vienna, n. 1807 - † 1873)

## Neuroscienziati(1)
- Georg von Békésy, neurofisiologo e biofisico ungherese (Budapest, n. 1899 - Honolulu, † 1972)

## Nobili(5)
- Georg Ludwig von Sinzendorf, nobile e politico austriaco (Vienna, n. 1616 - Vienna, † 1681)
- Georg Ferdinand von Waldburg-Zeil, nobile, presbitero e missionario tedesco (Kleinheubach, n. 1823 - Ratisbona, † 1866)
- Georg Hundt von Weckheim, nobile tedesco (Wenkheim, n. 1520 - Mergentheim, † 1572)
- Georg Wilding, nobile, diplomatico e militare tedesco (Uelzen, n. 1790 - Wiesbaden, † 1841)
- Georg Adam von Martinitz, nobile ceco (Smečno, n. 1602 - † 1651)

## Nuotatori(3)
- Georg Hoffmann, nuotatore e tuffatore tedesco (n. 1880 - † 1947)
- Georg Werner, nuotatore svedese (n. 1904 - † 2002)
- Georg Zacharias, nuotatore tedesco (Berlino, n. 1884 - Berlino, † 1953)

## Oculisti(3)
- Georg Bartisch, oculista tedesco (Königsbrück, n. 1535 - Dresda, † 1607)
- Georg Joseph Beer, oculista austriaco (Vienna, n. 1763 - † 1821)
- Georg von Oettingen, oculista tedesco (Visusti, n. 1824 - † 1916)

## Organisti(3)
- Georg Muffat, organista e compositore tedesco (Megève, n. 1653 - Passavia, † 1704)
- Georg von Reutter, organista e compositore austriaco (Vienna, n. 1656 - Vienna, † 1738)
- Georg Andreas Sorge, organista e compositore tedesco (Mellenbach, n. 1703 - Lobenstein, † 1778)

## Orientalisti(1)
- Georg August Wallin, orientalista e esploratore finlandese (Sund, n. 1811 - Helsinki, † 1852)

## Ottici(1)
- Georg Merz, ottico tedesco (Bichl, n. 1793 - Monaco di Baviera, † 1867)

## Paleontologi(1)
- Georg August Goldfuss, paleontologo e zoologo tedesco (Thurnau, n. 1782 - Poppelsdorf, † 1848)

## Pallamanisti(1)
- Georg Dascher, pallamanista tedesco (Groß-Zimmern, n. 1911 - † 1944)

## Pastori protestanti(1)
- Georg Schmid, pastore protestante e teologo svizzero (Coira, n. 1940)

## Patologi(1)
- Georg Eduard Rindfleisch, patologo tedesco (Köthen, n. 1836 - Würzburg, † 1908)

## Pattinatori artistici su ghiaccio(1)
- Georg Sanders, pattinatore artistico su ghiaccio russo

## Pattinatori di velocità su ghiaccio(1)
- Georg Krog, pattinatore di velocità su ghiaccio norvegese (Bergen, n. 1915 - † 1991)

## Pedagogisti(1)
- Georg Kerschensteiner, pedagogista tedesco (Monaco di Baviera, n. 1854 - Monaco di Baviera, † 1932)

## Pesisti(1)
- Georg Andersen, ex pesista e discobolo norvegese (Notodden, n. 1963)

## Pianisti(1)
- Georg Sava, pianista rumeno (Bucarest, n. 1943 - Berlino, † 2024)

## Piloti automobilistici(1)
- Georg Loos, pilota automobilistico tedesco (n. 1943 - Stoccarda, † 2016)

## Piloti motociclistici(2)
- Georg Auerbacher, pilota motociclistico tedesco (Bad Wörishofen, n. 1934 - † 2007)
- Georg Fröhlich, pilota motociclistico tedesco (Rochlitz, n. 1988)

## Pistard(1)
- Georg Drescher, pistard tedesco (Magonza, n. 1870 - Vienna, † 1939)

## Pittori(25)
- Georg Achen, pittore danese (Frederikssund, n. 1860 - Frederikssund, † 1912)
- Georg Friedrich Ackermann, pittore tedesco (Magonza, n. 1787 - Francoforte sul Meno, † 1843)
- Georg Adam, pittore e incisore tedesco (Norimberga, n. 1784 - Norimberga, † 1823)
- Georg Baselitz, pittore e scultore tedesco (Kamenz, n. 1938)
- Georg Wilhelm Degode, pittore e fotografo tedesco (Oldenburg, n. 1862 - Düsseldorf-Kaiserswerth, † 1931)
- Georg Eisler, pittore austriaco (Vienna, n. 1928 - Vienna, † 1998)
- Georg Flegel, pittore e incisore tedesco (Olomouc, n. 1566 - Francoforte sul Meno, † 1638)
- Georg Geyer, pittore austriaco (Vienna, n. 1823 - Vienna, † 1912)
- Georg Friedrich Grebner, pittore tedesco (Norimberga - Donauwörth)
- Georg Marcell Haack, pittore tedesco (Bopfingen, n. 1652 - Bopfingen, † 1719)
- Carl Hasenpflug, pittore tedesco (Berlino, n. 1802 - Halberstadt, † 1858)
- Joris Hoefnagel, pittore fiammingo (Anversa, n. 1542 - Vienna, † 1600)
- Georg Wilhelm Issel, pittore tedesco (Darmstadt, n. 1785 - Heidelberg, † 1870)
- Georg Friedrich Kersting, pittore tedesco (Güstrow, n. 1785 - Meißen, † 1847)
- Georg Klusemann, pittore e illustratore tedesco (Essen, n. 1942 - Pisa, † 1981)
- Georg Lemberger, pittore e incisore tedesco
- Georg Emil Libert, pittore danese (n. 1820 - † 1908)
- Georg Christoph Martini, pittore, scultore e scrittore tedesco (Bad Langensalza, n. 1685 - Lucca, † 1745)
- Georg Muche, pittore tedesco (Querfurt, n. 1895 - Lindau, † 1987)
- Georg Mühlberg, pittore, disegnatore e illustratore tedesco (Norimberga, n. 1863 - Monaco di Baviera, † 1925)
- Georg Pauli, pittore svedese (Jönköping, n. 1855 - Stoccolma, † 1935)
- Georg Pencz, pittore e incisore tedesco (Lipsia, † 1550)
- Georg von Rosen, pittore svedese (Parigi, n. 1843 - Stoccolma, † 1923)
- Georg Scholz, pittore tedesco (Wolfenbüttel, n. 1890 - Waldkirch, † 1945)
- Georg Schrimpf, pittore tedesco (Monaco di Baviera, n. 1889 - Berlino, † 1938)

## Poeti(6)
- Georg Fabricius, poeta e umanista tedesco (Chemnitz, n. 1516 - † 1571)
- Georg Philipp Harsdörffer, poeta, letterato e traduttore tedesco (Norimberga, n. 1607 - Norimberga, † 1658)
- Georg Herwegh, poeta e rivoluzionario tedesco (Stoccarda, n. 1817 - Lichtental, † 1875)
- Georg Maurer, poeta e saggista tedesco (Reghin, n. 1907 - Potsdam, † 1971)
- Novalis, poeta, teologo e filosofo tedesco (Schloss Oberwiederstedt, n. 1772 - Weißenfels, † 1801)
- Georg Trakl, poeta austriaco (Salisburgo, n. 1887 - Cracovia, † 1914)

## Politici(14)
- György Apponyi, politico e diplomatico ungherese (Presburgo, n. 1808 - Malinovo, † 1899)
- Georg Ludwig von Edelsheim, politico e diplomatico tedesco (Hanau, n. 1740 - Karlsruhe, † 1814)
- Georg Gottfried Gervinus, politico e storico tedesco (Darmstadt, n. 1805 - Heidelberg, † 1871)
- Francis Hagerup, politico norvegese (Horten, n. 1853 - Christiania, † 1921)
- Georg von Hertling, politico tedesco (Darmstadt, n. 1843 - Ruhpolding, † 1919)
- Georg Ledebour, politico tedesco (Hannover, n. 1850 - Berna, † 1947)
- Georg Lewandowski, politico tedesco (Schmidtsdorf, n. 1944)
- Georg Christian Franz von Lobkowitz, politico boemo (Vienna, n. 1835 - Praga, † 1908)
- Georg Michaelis, politico tedesco (Haynau, n. 1857 - Bad Saarow, † 1936)
- Georg Milbradt, politico e economista tedesco (Eslohe, n. 1945)
- Georg von Schönerer, politico austriaco (Vienna, n. 1842 - Zwettl-Niederösterreich, † 1921)
- Georg Joseph Sidler, politico svizzero (Zugo, n. 1782 - Zurigo, † 1861)
- Georg Otto von Toggenburg, politico austriaco (Rhäzüns, n. 1810 - Bolzano, † 1888)
- Georg von Vincke, politico prussiano (Hagen, n. 1811 - Bad Oeynhausen, † 1875)

## Presbiteri(3)
- Georg Häfner, presbitero tedesco (Würzburg, n. 1900 - Dachau, † 1942)
- Georg Ratzinger, presbitero e politico tedesco (Rickering, n. 1844 - Monaco di Baviera, † 1899)
- Georg Ratzinger, presbitero, musicista e direttore di coro tedesco (Pleiskirchen, n. 1924 - Ratisbona, † 2020)

## Principi(2)
- Georg von Waldburg-Zeil, principe e militare tedesco (Leutkirch im Allgäu, n. 1867 - Allaines, † 1918)
- Georg von Waldburg zu Zeil und Trauchburg, principe e imprenditore tedesco (Würzburg, n. 1928 - Leutkirch im Allgäu, † 2015)

## Psichiatri(1)
- Georg N. Koskinas, psichiatra e neurologo greco (Geronthres, n. 1885 - Atene, † 1975)

## Registi(5)
- Georg Asagaroff, regista, attore e sceneggiatore russo (Mosca, n. 1892 - Monaco di Baviera, † 1957)
- Georg Brintrup, regista e sceneggiatore tedesco (Münster, n. 1950)
- Georg Jacoby, regista, sceneggiatore e produttore cinematografico tedesco (Magonza, n. 1882 - Monaco di Baviera, † 1964)
- Georg Wilhelm Pabst, regista, sceneggiatore e produttore cinematografico austriaco (Roudnice nad Labem, n. 1885 - Vienna, † 1967)
- Georg Tressler, regista e sceneggiatore austriaco (Vienna, n. 1917 - Belgern, † 2007)

## Rugbisti a 15(1)
- Georg Wenderoth, rugbista a 15 tedesco

## Saltatori con gli sci(2)
- Georg Späth, ex saltatore con gli sci tedesco (Oberstdorf, n. 1981)
- Georg Østerholt, saltatore con gli sci norvegese (n. 1892 - † 1982)

## Scacchisti(4)
- Albert Becker, scacchista austriaco (Vienna, n. 1896 - Vicente López, † 1984)
- Georg Kieninger, scacchista tedesco (Monaco, n. 1902 - Düsseldorf, † 1975)
- Georg Marco, scacchista e compositore di scacchi romeno (Černivci, n. 1863 - Vienna, † 1923)
- Georg Meier, scacchista tedesco (Treviri, n. 1987)

## Sciatori alpini(3)
- Georg Grünenfelder, sciatore alpino e allenatore di sci alpino svizzero (Vilters-Wangs, n. 1937 - † 2016)
- Georg Hegele, sciatore alpino tedesco (n. 1996)
- Georg Streitberger, ex sciatore alpino austriaco (Zell am See, n. 1981)

## Scienziati(3)
- Georg Agricola, scienziato e mineralogista tedesco (Glauchau, n. 1494 - Chemnitz, † 1555)
- Georg Matthias Bose, scienziato tedesco (Lipsia, n. 1710 - Magdeburgo, † 1761)
- Georg Hartmann, scienziato tedesco (Eggolsheim, n. 1489 - Norimberga, † 1564)

## Scrittori(5)
- Georg Büchner, scrittore e drammaturgo tedesco (Goddelau, n. 1813 - Zurigo, † 1837)
- Georg Hermann, scrittore tedesco (Berlino, n. 1871 - Birkenau, † 1943)
- Georg Heym, scrittore tedesco (Hirschberg, n. 1887 - Berlino, † 1912)
- Georg Hirschfeld, scrittore tedesco (Berlino, n. 1873 - Monaco di Baviera, † 1942)
- Georg Hirth, scrittore, giornalista e editore tedesco (Tonna, n. 1841 - Tegernsee, † 1916)

## Scultori(6)
- Georg Raphael Donner, scultore e prete austriaco (Essling, n. 1693 - Vienna, † 1741)
- Georg Franz Ebenhech, scultore e intagliatore tedesco (Lodersleben, n. 1710 - Berlino, † 1757)
- Georg Glockendon, scultore e pittore tedesco (Norimberga, † 1514)
- Georg Kolbe, scultore e pittore tedesco (Waldheim, n. 1877 - Berlino, † 1947)
- Georg Petel, scultore tedesco (Weilheim in Oberbayern - Augusta, † 1634)
- Richard Schnauder, scultore e disegnatore tedesco (Dresda, n. 1886 - Dresda, † 1956)

## Sindacalisti(1)
- Georg Leber, sindacalista e politico tedesco (Beselich, n. 1920 - Schönau am Königssee, † 2012)

## Slittinisti(3)
- Georg Fischler, ex slittinista austriaco (Hall in Tirol, n. 1985)
- Georg Fluckinger, ex slittinista austriaco (Vienna, n. 1955)
- Georg Hackl, ex slittinista tedesco (Berchtesgaden, n. 1966)

## Sociologi(1)
- Georg Simmel, sociologo e filosofo tedesco (Berlino, n. 1858 - Strasburgo, † 1918)

## Sollevatori(2)
- Georg Liebsch, sollevatore tedesco (Düsseldorf, n. 1911 - Düsseldorf, † 1998)
- Georg Miske, sollevatore tedesco (Schönwald, n. 1928 - Lipsia, † 2009)

## Statistici(1)
- Georg Rasch, statistico danese (n. 1901 - † 1980)

## Storici(5)
- Georg Kloss, storico e medico tedesco (Francoforte sul Meno, n. 1787 - Francoforte sul Meno, † 1854)
- Georg Heinrich Pertz, storico, archivista e diplomatista tedesco (Hannover, n. 1795 - Monaco di Baviera, † 1876)
- Georg Voigt, storico e umanista tedesco (Königsberg, n. 1827 - Lipsia, † 1891)
- Georg Waitz, storico e politico tedesco (Flensburgo, n. 1813 - Berlino, † 1886)
- Georg von Wyß, storico svizzero (Zurigo, n. 1816 - Zurigo, † 1893)

## Storici dell'arte(1)
- Georg Gronau, storico dell'arte tedesco (n. 1868 - Fiesole, † 1937)

## Teologi(6)
- Georgius Calixtus, teologo tedesco (Medelby, n. 1586 - Helmstedt, † 1656)
- George Cassander, teologo e umanista fiammingo (Pittem, n. 1513 - Colonia, † 1566)
- Georg Hermes, teologo e filosofo tedesco (Dreierwalde, n. 1775 - Bonn, † 1831)
- Georg Christian Knapp, teologo tedesco (Glaucha, n. 1753 - Halle, † 1825)
- Georg Christoph Pisanski, teologo tedesco (Distretto di Pisz, n. 1725 - Königsberg, † 1790)
- William Wrede, teologo tedesco (Bücken, n. 1859 - Breslavia, † 1906)

## Terroristi(1)
- Georg Klotz, terrorista italiano (Valtina, n. 1919 - Telfes im Stubai, † 1976)

## Tipografi(1)
- Georg Lauer, tipografo tedesco (Würzburg)

## Umanisti(3)
- Georg Burkhardt, umanista e teologo tedesco (Spalt, n. 1484 - Altenburg, † 1545)
- Georg Helt, umanista e teologo tedesco (Forchheim - Dessau, † 1545)
- Georg Tannstetter, umanista, astrologo e astronomo tedesco (Rain, n. 1482 - Innsbruck, † 1535)

## Velisti(2)
- Georg Naue, velista tedesco
- Georg Tengwall, velista svedese (n. 1896 - † 1954)

## Velocisti(1)
- Georg Lammers, velocista tedesco (n. 1905 - Butjadingen, † 1987)

## Vescovi cattolici(7)
- Georg Bätzing, vescovo cattolico tedesco (Kirchen, n. 1961)
- Georg Karl von Fechenbach, vescovo cattolico tedesco (Magonza, n. 1749 - Werneck, † 1808)
- Georg Golser, vescovo cattolico tedesco (Werfen - Bressanone, † 1489)
- Georg Hack von Themeswald, vescovo cattolico tedesco († 1465)
- Georg Müller, vescovo cattolico tedesco (Volkesfeld, n. 1951 - Münster, † 2015)
- Georg von Slatkonia, vescovo cattolico sloveno (Lubiana, n. 1456 - Vienna, † 1522)
- Georg Michael Wittmann, vescovo cattolico tedesco (Pleystein, n. 1760 - Ratisbona, † 1833)

## Violinisti(2)
- Georg Kulenkampff, violinista tedesco (Brema, n. 1898 - Sciaffusa, † 1948)
- Georg Mönch, violinista cecoslovacco (Praga, n. 1936 - Monterotondo, † 2021)

## Violoncellisti(1)
- Georg Goltermann, violoncellista, compositore e direttore d'orchestra tedesco (Hannover, n. 1824 - Francoforte sul Meno, † 1898)

## Wrestler(1)
- Georg Hackenschmidt, wrestler, strongman e scrittore estone (Tartu, n. 1877 - Londra, † 1968)

## Zoologi(3)
- Georg Heinrich Borowski, zoologo tedesco (Königsberg, n. 1746 - Francoforte sull'Oder, † 1801)
- Georg Johann Pfeffer, zoologo tedesco (n. 1854 - † 1931)
- Georg Sars, zoologo norvegese (Kinn, n. 1837 - Oslo, † 1927)

## Senza attività specificata(1)
- Georg von Hohenberg,  austriaco (Artstetten-Pöbring, n. 1929 - † 2019)